# Riyad Mahrez
Riyad Karim Mahrez (tiếng Ả Rập: رياض محرز; sinh ngày 21 tháng 2 năm 1991) là một cầu thủ bóng đá chuyên nghiệp người Algérie hiện là cầu thủ chạy cánh đang thi đấu cho câu lạc bộ Al Ahli tại Giải Vô địch quốc gia Ả Rập Xê Út.
Mahrez bắt đầu sự nghiệp thi đấu của mình như là một cầu thủ trẻ tại câu lạc bộ AAS Sarcelles của Pháp. Anh bắt đầu thi đấu chuyên nghiệp vào năm 2009 khi chơi cho Quimper, nơi mà anh đã chơi một mùa giải trước khi chuyển đến Le Havre. Tại đây, anh đã phải mất ba năm thi đấu tại đội dự bị, trước khi trở thành một cầu thủ thường xuyên góp mặt trong đội hình chính. Vào tháng 1 năm 2014, Mahrez ký một bản hợp đồng chuyển nhượng tới nước Anh để thi đấu cho Leicester City. Anh đã giúp câu lạc bộ vô địch tại Football League Championship để thăng hạng lên chơi tại Premier League vào cuối mùa giải đầu tiên thi đấu cho câu lạc bộ.
Mahrez có trận thi đấu quốc tế của mình cho Algérie lần đầu tiên là vào năm 2014 tại FIFA World Cup 2014 và sau đó là các trận tại CAN 2015, CAN 2017, CAN 2019 và CAN 2021.

## Cuộc sống ban đầu
Mahrez sinh ra trong một gia đình có cha là người Algérie và mẹ là người gốc Algérie và Maroc tại Sarcelles, một vùng ngoại ô phía bắc của Paris, Pháp. Khi lớn lên, anh thường xuyên có những kỳ nghỉ tại quê nhà ở Algérie. Năm 15 tuổi, người cha và cũng là người thầy của anh qua đời sau một cơn đau tim.
Năm 2015, Mahrez đã kết hôn với một người phụ nữ Anh có tên là Rita Johal nhưng 2 người đã ly hôn vào năm 2020. Tháng 6 năm 2021 có thông tin anh đã cầu hôn bạn gái mới Taylor Ward. Đầu tháng 2 năm 2022, anh thông báo bạn gái đang mang thai đứa con của anh và bạn gái.

## Sự nghiệp câu lạc bộ

### Khởi đầu
Do có thân hình mảnh mai nên nhiều câu lạc bộ không coi anh như là một mảnh ghép để xây dựng đội bóng, nhưng kỹ năng thi đấu của anh cuối cùng cũng đã giúp anh tìm được bến đỗ. Năm 2009, anh gia nhập Quimper Kerfeunteun từ AAS Sarcelles, và đã có 22 lần ra sân với 2 bàn thắng ngay tại mùa giải đầu tiên thi đấu cho câu lạc bộ. Năm 2010, anh chuyển sang thi đấu cho Le Havre bởi hệ thống đào tạo bóng đá trẻ của câu lạc bộ, sau một loạt những lời từ chối thi đấu cho những đội bóng hàng đầu của Pháp là Paris Saint-Germain và Olympique Marseille. Mới đầu, anh chơi cho đội hình hai của Le Havre (đội dự bị) trước khi có được vị trí chính thức. Anh đã có 60 lần được ra sân, đóng góp 6 bàn thắng cho Le Havre tại Ligue 2 từ năm 2011 cho đến tháng 1 năm 2014. Anh đã chỉ trích các đội bóng tại giải Ligue 2 thi đấu quá thiên về phòng ngự và thường hướng tới một kết quả hòa không bàn thắng trong một trận đấu.

### Leicester City

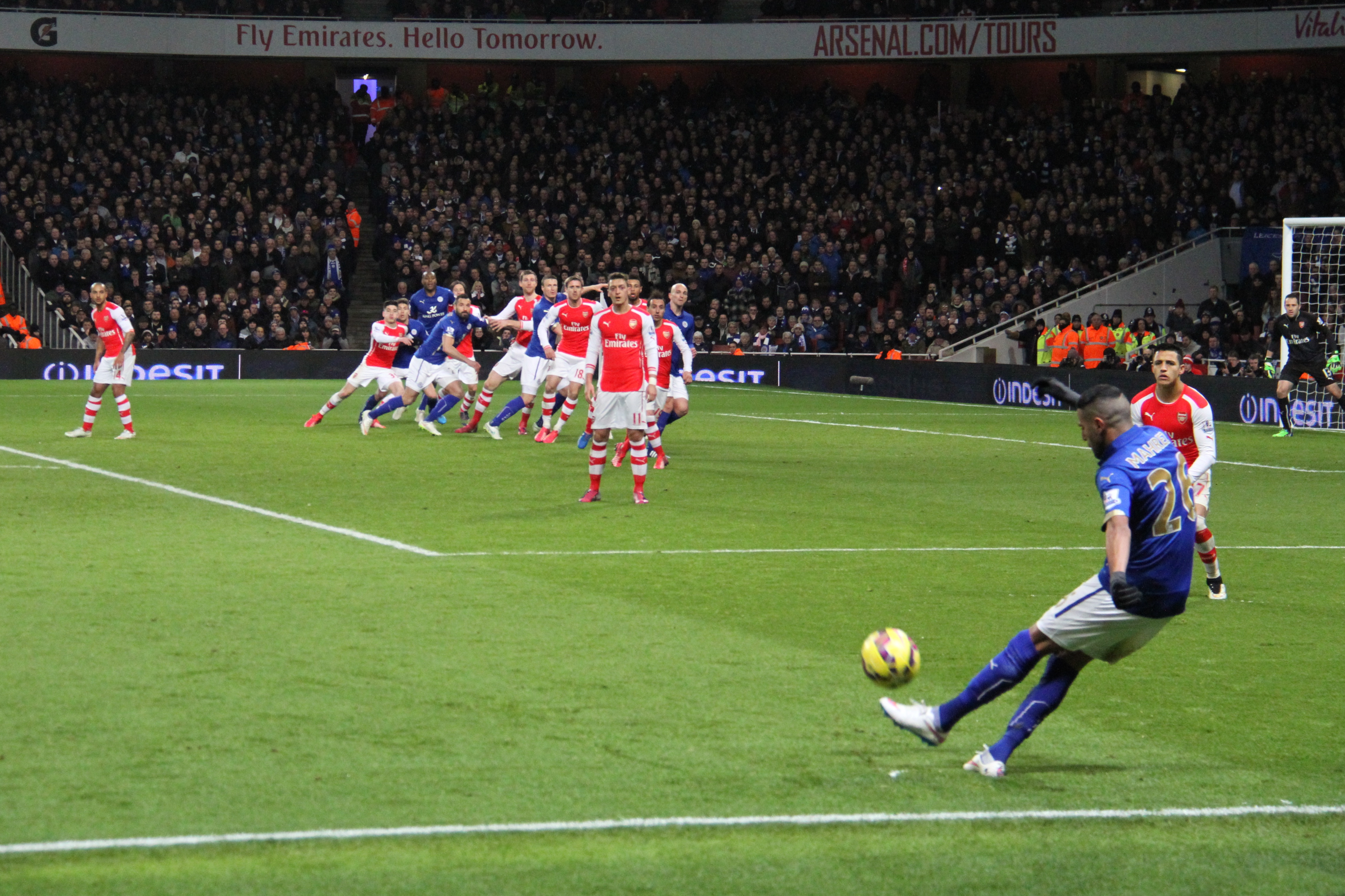
Mahrez có pha sút phạt trong trận đấu gặp Arsenal tại Giải ngoại hạng Anh vào tháng 2 năm 2015.

Vào ngày 11 tháng 1 năm 2014, Mahrez chuyển tới nước Anh để thi đấu cho Leicester City, lúc đó đang thi đấu tại Football League Championship (Giải Vô địch Bóng đá Anh) với một bản hợp đồng có thời hạn 3,5 năm. Bạn bè và gia đình của Mahrez mới đầu còn hoài nghi về quyết định của anh, cho rằng kỹ năng thi đấu của anh phù hợp hơn khi anh thi đấu tại giải bóng đá của Tây Ban Nha. Ngày 25 tháng 1 năm 2014, anh có trận đấu gia mắt câu lạc bộ, anh được tung vào sân từ băng ghế dự bị phút thứ 79 để thay thế cho Lloyd Dyer, trong chiến thắng 2-0 của đội trước Middlesbrough. Sau bốn lần ra sân cho Leicester, trong đó có bàn thắng đầu tiên ghi được ở phút thứ 82 khi gặp Nottingham Forest, huấn luyện viên Nigel Pearson trong một công bố vào tháng 2 năm 2014 nói rằng, ông nghĩ Mahrez đã sẵn sàng để bắt đầu chơi cho đội. Leicester kết thúc mùa giải Football League Championship 2013-14 với chức vô địch, trở lại Premier League sau 10 năm vắng bóng.
Ngày 16 tháng 8 năm 2014, anh có trận đấu đầu tiên tại giải Ngoại hạng Anh. Đến ngày 4 tháng 10, anh đã có bàn thắng đầu tiên trong trận hòa 2-2 với Burnley. Mahrez là nhân tố quan trọng giúp đội bóng thắng 7 trong 9 trận đấu cuối của giải để giúp câu lạc bộ trụ hạng thành công. Anh đã đóng góp hai bàn trong trận thắng 2-0 trước Southampton FC vào ngày 9 tháng 5 năm 2015, kết thúc mùa giải với 4 bàn thắng, 3 lần hỗ trợ thành bàn trong 30 lần ra sân.
Tháng 8 năm 2015, anh đã ký một bản hợp đồng có thời hạn 4 năm với câu lạc bộ. Ngày 8 tháng 8 năm 2015, Mahrez ghi được hai bàn thắng mở tỷ số trong trận thắng 4-2 trước Sunderland ngay trên sân nhà. Mahrez sau đó đã được đội trưởng Wes Morgan mô tả như là người đem về những trận thắng, sau màn trình diễn tuyệt vời với 4 bàn thắng ghi được sau 3 trận đầu tiên của mùa giải.
Sau khi có 4 bàn thắng trong 4 trận đấu mở màn của mùa giải 2015-16, Mahrez được đề cử cho danh hiệu cầu thủ hay nhất tháng của Premier League. Đến ngày 3 tháng 11 năm 2015, Mahrez đã ghi được tổng cộng 7 bàn thắng trong 10 trận tại Premier League. Ngày 5 tháng 12, Mahrez ghi được một cú hat-trick trong trận đấu Leicester đánh bại Swansea City 3-0 để đứng đầu bảng xếp hạng Premier League, giúp anh có 10 bàn thắng cho câu lạc bộ và trở thành cầu thủ Algerie đầu tiên ghi được một hat-trick tại Giải bóng đá Ngoại hạng Anh..Vào ngày 2 tháng 5 năm 2016,Mahrez đã chính thức cùng Leicester City vô địch Ngoại hạng Anh sau khi Chelsea cầm hòa Tottenham Hotspur

## Sự nghiệp quốc tế

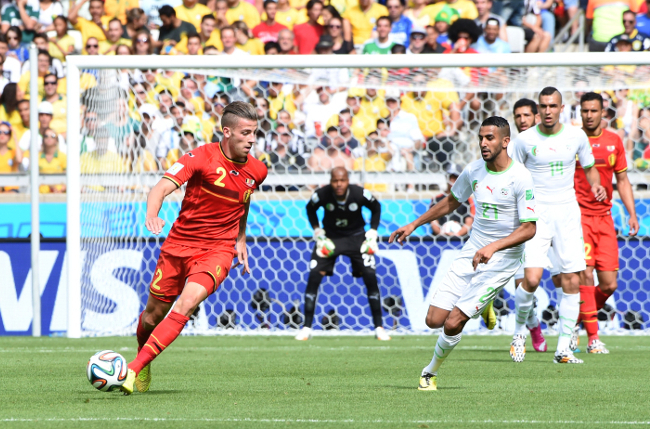
Mahrez (phải) trong trận đấu giữa Algérie và Bỉ tại World Cup 2014.

Trong tháng 11 năm 2013, Mahrez bày tỏ mong muốn của mình muốn thi đấu quốc tế cho đội tuyển bóng đá quốc gia Algérie. Anh được tạm thời gọi vào đội tuyển quốc gia Algérie tại Giải vô địch bóng đá thế giới 2014 tổ chức tại Brasil. Ngày 31 tháng 5 năm 2014, Mahrez có trận đấu ra mắt quốc tế của mình cho những chú cáo sa mạc trong một trận giao hữu tiền World Cup với Armenia, và sau đó anh đã được gọi vào đội hình chính thức cho đội tuyển thi đấu tại World Cup vào ngày 2 tháng 6.
Ngày 15 tháng 10 năm 2014, Mahrez ghi bàn thắng quốc tế đầu tiên sau pha kiến tạo của Islam Slimani trong trận thắng 3-0 của Algérie trước Malawi ở Vòng loại cúp bóng đá châu Phi. Trong tháng 12 năm 2014, anh đã được xác nhận như là một nhân tố quan trọng của đội tuyển Algérie thi đấu trong vòng chung kết Giải vô địch bóng đá châu Phi 2015 diễn ra ở Guinea Xích Đạo. Anh cùng với đội bóng vào đến vòng tứ kết trước khi thua Bờ Biển Ngà (đội sau đó đăng quang), trong đó có đóng góp quan trọng trong chiến thăng 2-0 trước Senegal ở trận đấu cuối của vòng bảng, giúp Algérie vào vòng tứ kết với tư cách nhì bảng C.
Trong trận đấu mở màn của đội tuyển Algérie tại bảng B của cúp bóng đá châu Phi 2017 diễn ra tại Gabon, anh trở thành cầu thủ đầu tiên lập một cú đúp trong trận hòa 2-2 trước đối thủ Zimbabwe. Anh tiếp tục ra sân trong 2 trận còn lại gặp các đối thủ Tunisia và Sénégal. Tuy nhiên, đội tuyển Algérie đã phải dừng bước ở vòng bảng với chỉ vỏn vẹn 2 điểm, xếp thứ ba bảng B.
Tại CAN 2019 diễn ra tại Ai Cập, anh có được 3 bàn thắng trong trận thắng 2-0 trước Kenya ở vòng bảng,thắng 3-0 trước Guinea ở vòng 1/8 và thắng 2-1 trước Nigeria ở bán kết. Đội tuyển Algérie sau đó lọt vào trận chung kết và giành chức vô địch lần thứ hai sau khi vượt qua Sénégal với tỉ số 1-0.

## Kỹ năng chơi bóng
Mahrez là một cầu thủ thuận chân trái, là một cầu thủ chạy cánh thường di chuyển vào trung lộ, có kĩ thuật khéo léo cùng với các động tác giả khiến các hậu vệ đứng nhìn. Anh sút xa rất giỏi với những cú sút hiểm hóc đi vào góc xa khung thành, và khả năng kiến tạo, chọc khe tinh tế cùng với khả năng ghi bàn tốt. Bằng chứng là ở mùa giải 2015-16, anh thường chọc khe cho Jamie Vardy có rất nhiều cơ hội và các cầu thủ Leicester cũng cho anh rất nhiều cơ hội để anh tận dụng và có được 17 bàn ở giải ngoại hạng Anh. Có thể nói anh là một tiền vệ tấn công vừa biết đồng đội vừa có khả năng đột biến cá nhân tốt. Ngoài ra anh cũng có thể sút tốt chân phải, bằng chứng là vào ngày 6 tháng 2 năm 2016, anh đã có cú sút xa chân phải rất mạnh khiến thủ môn Joe Hart đứng nhìn. Điều đặc biệt, Mahrez là cầu thủ có kỹ năng đỡ bóng bước 1 (first touch) cực kỳ tốt và mãn nhãn, có thể nói anh là cầu thủ sở hữu kỹ năng này hay nhất của làng bóng đá thời điểm còn khoác áo câu lạc bộ Manchester City F.C. cho tới hiện tại.

## Thống kê

### Câu lạc bộ
Tính đến 22 tháng 5 năm 2025
| Câu lạc bộ          | Mùa giải            | Giải đấu            | Giải đấu | Giải đấu | Cúp quốc gia | Cúp quốc gia | Cúp liên đoàn | Cúp liên đoàn | Châu lục | Châu lục | Khác | Khác | Tổng cộng | Tổng cộng |
| Câu lạc bộ          | Mùa giải            | Hạng đấu            | Trận     | Bàn      | Trận         | Bàn          | Trận          | Bàn           | Trận     | Bàn      | Trận | Bàn  | Trận      | Bàn       |
| ------------------- | ------------------- | ------------------- | -------- | -------- | ------------ | ------------ | ------------- | ------------- | -------- | -------- | ---- | ---- | --------- | --------- |
| Quimper             | 2009–10             | CFA                 | 27       | 1        | 0            | 0            | —             | —             | —        | —        | —    | —    | 27        | 1         |
| Le Havre II         | 2010–11             | CFA                 | 32       | 13       | 0            | 0            | 0             | 0             | —        | —        | —    | —    | 32        | 13        |
| Le Havre II         | 2011–12             | CFA                 | 25       | 11       | 0            | 0            | 0             | 0             | —        | —        | —    | —    | 25        | 11        |
| Le Havre II         | 2012–13             | CFA                 | 3        | 0        | 0            | 0            | 0             | 0             | —        | —        | —    | —    | 3         | 0         |
| Le Havre II         | Tổng cộng           | Tổng cộng           | 60       | 24       | 0            | 0            | 0             | 0             | —        | —        | —    | —    | 60        | 24        |
| Le Havre            | 2011–12             | Ligue 2             | 9        | 0        | 0            | 0            | 0             | 0             | —        | —        | —    | —    | 9         | 0         |
| Le Havre            | 2012–13             | Ligue 2             | 34       | 4        | 4            | 1            | 1             | 0             | —        | —        | —    | —    | 39        | 5         |
| Le Havre            | 2013–14             | Ligue 2             | 17       | 2        | 0            | 0            | 2             | 3             | —        | —        | —    | —    | 19        | 5         |
| Le Havre            | Tổng cộng           | Tổng cộng           | 60       | 6        | 4            | 1            | 3             | 3             | —        | —        | —    | —    | 67        | 10        |
| Leicester City      | 2013–14             | Championship        | 19       | 3        | 0            | 0            | 0             | 0             | —        | —        | —    | —    | 19        | 3         |
| Leicester City      | 2014–15             | Premier League      | 30       | 4        | 1            | 0            | 1             | 0             | —        | —        | —    | —    | 32        | 4         |
| Leicester City      | 2015–16             | Premier League      | 37       | 17       | 0            | 0            | 2             | 1             | —        | —        | —    | —    | 39        | 18        |
| Leicester City      | 2016–17             | Premier League      | 36       | 6        | 2            | 0            | 0             | 0             | 9        | 4        | 1    | 0    | 48        | 10        |
| Leicester City      | 2017–18             | Premier League      | 36       | 12       | 3            | 0            | 2             | 1             | —        | —        | —    | —    | 41        | 13        |
| Leicester City      | Tổng cộng           | Tổng cộng           | 158      | 42       | 6            | 0            | 5             | 2             | 9        | 4        | 1    | 0    | 179       | 48        |
| Manchester City     | 2018–19             | Premier League      | 27       | 7        | 5            | 2            | 5             | 2             | 6        | 1        | 1    | 0    | 44        | 12        |
| Manchester City     | 2019–20             | Premier League      | 33       | 11       | 5            | 0            | 5             | 1             | 7        | 1        | 0    | 0    | 50        | 13        |
| Manchester City     | 2020–21             | Premier League      | 27       | 9        | 4            | 0            | 5             | 1             | 12       | 4        | —    | —    | 48        | 14        |
| Manchester City     | 2021–22             | Premier League      | 28       | 11       | 4            | 4            | 2             | 2             | 12       | 7        | 1    | 0    | 47        | 24        |
| Manchester City     | 2022–23             | Premier League      | 30       | 5        | 5            | 5            | 2             | 2             | 9        | 3        | 1    | 0    | 47        | 15        |
| Manchester City     | Tổng cộng           | Tổng cộng           | 145      | 43       | 23           | 11           | 19            | 8             | 46       | 16       | 3    | 0    | 236       | 78        |
| Al-Ahli             | 2023–24             | Saudi Pro League    | 32       | 11       | 1            | 1            | —             | —             | —        | —        | —    | —    | 33        | 12        |
| Al-Ahli             | 2024–25             | Saudi Pro League    | 31       | 8        | 0            | 0            | —             | —             | 13       | 9        | 1    | 0    | 45        | 17        |
| Al-Ahli             | Tổng cộng           | Tổng cộng           | 63       | 19       | 1            | 1            | —             | —             | 13       | 9        | 1    | 0    | 78        | 29        |
| Tổng cộng sự nghiệp | Tổng cộng sự nghiệp | Tổng cộng sự nghiệp | 513      | 135      | 34           | 13           | 27            | 13            | 68       | 29       | 5    | 0    | 647       | 190       |

1. ↑  Bao gồm Coupe de France, FA Cup, King's Cup
2. ↑  Bao gồm Coupe de la Ligue, EFL Cup
3. 1 2 3 4 5 6  Số lần ra sân tại UEFA Champions League
4. 1 2 3 4  Ra sân tại FA Community Shield
5. ↑  Số lần ra sân tại AFC Champions League Elite
6. ↑  Ra sân tại Saudi Super Cup

### Quốc tế
Tính đến 10 tháng 6 năm 2025
| Đội tuyển quốc gia | Năm       | Trận | Bàn |
| ------------------ | --------- | ---- | --- |
| Algérie            | 2014      | 9    | 2   |
| Algérie            | 2015      | 13   | 2   |
| Algérie            | 2016      | 5    | 2   |
| Algérie            | 2017      | 8    | 2   |
| Algérie            | 2018      | 8    | 2   |
| Algérie            | 2019      | 14   | 5   |
| Algérie            | 2020      | 4    | 3   |
| Algérie            | 2021      | 9    | 8   |
| Algérie            | 2022      | 9    | 2   |
| Algérie            | 2023      | 10   | 2   |
| Algérie            | 2024      | 10   | 2   |
| Algérie            | 2025      | 4    | 0   |
| Tổng cộng          | Tổng cộng | 103  | 32  |

#### Bàn thắng quốc tế
Tính đến 10 tháng 6 năm 2025
| #  | Thời gian            | Địa điểm                                               | Đối thủ      | Bàn thắng | Kết quả | Giải đấu                      |
| -- | -------------------- | ------------------------------------------------------ | ------------ | --------- | ------- | ----------------------------- |
| 1  | 15 tháng 1 năm 2014  | Sân vận động Mustapha Tchaker, Blida, Algérie          | Malawi       | 2–0       | 3–0     | Vòng loại CAN 2015            |
| 2  | 15 tháng 11 năm 2014 | Sân vận động Mustapha Tchaker, Blida, Algérie          | Ethiopia     | 2–1       | 3–1     | Vòng loại CAN 2015            |
| 3  | 27 tháng 1 năm 2015  | Sân vận động Malabo, Malabo, Guinea Xích Đạo           | Sénégal      | 1–0       | 2–0     | CAN 2015                      |
| 4  | 17 tháng 11 năm 2015 | Sân vận động Mustapha Tchaker, Blida, Algérie          | Tanzania     | 3–0       | 7–0     | Vòng loại World Cup 2018      |
| 5  | 4 tháng 9 năm 2016   | Sân vận động Mustapha Tchaker, Blida, Algérie          | Lesotho      | 2–0       | 6–0     | Vòng loại CAN 2017            |
| 6  | 4 tháng 9 năm 2016   | Sân vận động Mustapha Tchaker, Blida, Algérie          | Lesotho      | 4–0       | 6–0     | Vòng loại CAN 2017            |
| 7  | 15 tháng 1 năm 2017  | Sân vận động Franceville, Franceville, Gabon           | Zimbabwe     | 1–0       | 2–2     | CAN 2017                      |
| 8  | 15 tháng 1 năm 2017  | Sân vận động Franceville, Franceville, Gabon           | Zimbabwe     | 2–2       | 2–2     | CAN 2017                      |
| 9  | 18 tháng 11 năm 2018 | Sân vận động Municipal, Lomé, Togo                     | Togo         | 1–0       | 4–1     | Vòng loại CAN 2019            |
| 10 | 18 tháng 11 năm 2018 | Sân vận động Municipal, Lomé, Togo                     | Togo         | 3–0       | 4–1     | Vòng loại CAN 2019            |
| 11 | 23 tháng 6 năm 2019  | Sân vận động 30 tháng 6, Cairo, Ai Cập                 | Kenya        | 2–0       | 2–0     | CAN 2019                      |
| 12 | 7 tháng 7 năm 2019   | Sân vận động 30 tháng 6, Cairo, Ai Cập                 | Guinée       | 2–0       | 3–0     | CAN 2019                      |
| 13 | 14 tháng 7 năm 2019  | Sân vận động Quốc tế Cairo, Cairo, Ai Cập              | Nigeria      | 2–1       | 2–1     | CAN 2019                      |
| 14 | 15 tháng 10 năm 2019 | Sân vận động Pierre-Mauroy, Lille, Pháp                | Colombia     | 2–0       | 3–0     | Giao hữu                      |
| 15 | 15 tháng 10 năm 2019 | Sân vận động Pierre-Mauroy, Lille, Pháp                | Colombia     | 3–0       | 3–0     | Giao hữu                      |
| 16 | 13 tháng 10 năm 2020 | Sân vận động Cars Jeans, The Hague, Hà Lan             | México       | 2–1       | 2–2     | Giao hữu                      |
| 17 | 12 tháng 11 năm 2020 | Sân vận động 5 tháng 7, Algiers, Algérie               | Zimbabwe     | 3–0       | 3–1     | Vòng loại CAN 2021            |
| 18 | 16 tháng 11 năm 2020 | Sân vận động Thể thao Quốc gia, Harare, Zimbabwe       | Zimbabwe     | 2–0       | 2–2     | Vòng loại CAN 2021            |
| 19 | 29 tháng 3 năm 2021  | Sân vận động Mustapha Tchaker, Blida, Algérie          | Botswana     | 3–0       | 5–0     | Vòng loại CAN 2021            |
| 20 | 6 tháng 6 năm 2021   | Sân vận động Mustapha Tchaker, Blida, Algérie          | Mali         | 1–0       | 1–0     | Giao hữu                      |
| 21 | 11 tháng 6 năm 2021  | Sân vận động Olympique de Radès, Radès, Tunisia        | Tunisia      | 2–0       | 2–0     | Giao hữu                      |
| 22 | 2 tháng 9 năm 2021   | Sân vận động Mustapha Tchaker, Blida, Algérie          | Djibouti     | 7–0       | 8–0     | Vòng loại FIFA World Cup 2022 |
| 23 | 8 tháng 10 năm 2021  | Sân vận động Mustapha Tchaker, Blida, Algérie          | Niger        | 1–0       | 6–1     | Vòng loại FIFA World Cup 2022 |
| 24 | 8 tháng 10 năm 2021  | Sân vận động Mustapha Tchaker, Blida, Algérie          | Niger        | 3–1       | 6–1     | Vòng loại FIFA World Cup 2022 |
| 25 | 12 tháng 10 năm 2021 | Sân vận động Tướng Seyni Kountché, Niamey, Niger       | Niger        | 1–0       | 4–0     | Vòng loại FIFA World Cup 2022 |
| 26 | 16 tháng 11 năm 2021 | Sân vận động Mustapha Tchaker, Blida, Algérie          | Burkina Faso | 1–0       | 2–2     | Vòng loại FIFA World Cup 2022 |
| 27 | 27 tháng 9 năm 2022  | Sân vận động Miloud Hadefi, Bir El Djir, Oran, Algérie | Nigeria      | 1–1       | 2–1     | Giao hữu                      |
| 28 | 16 tháng 11 năm 2022 | Sân vận động Miloud Hadefi, Bir El Djir, Oran, Algérie | Mali         | 1–0       | 1–1     | Giao hữu                      |
| 29 | 23 tháng 3 năm 2023  | Sân vận động Nelson Mandela, Algiers, Algérie          | Niger        | 2–1       | 2–1     | Vòng loại CAN 2023            |
| 30 | 20 tháng 6 năm 2023  | Sân vận động 19 tháng 5 năm 1956, Annaba, Algérie      | Tunisia      | 1–1       | 1–1     | Giao hữu                      |
| 31 | 9 tháng 1 năm 2024   | Sân vận động Kégué, Lomé, Togo                         | Burundi      | 2–0       | 4–0     | Giao hữu                      |
| 32 | 17 tháng 11 năm 2024 | Sân vận động Hocine Aït Ahmed, Tizi Ouzou, Algeria     | Liberia      | 2–1       | 5–1     | Vòng loại CAN 2025            |

## Danh hiệu
Leicester City
- Premier League: 2015–16[31]
- Football League Championship: 2013–14[32]

Manchester City
- Premier League: 2018–19, 2020–21, 2021–22[31], 2022–23
- FA Cup: 2018–19[33], 2022–23
- EFL Cup: 2018–19,[34] 2019–20,[35] 2020–21[36]
- FA Community Shield: 2018[37], 2019
- UEFA Champions League: 2022–23;[38] á quân: 2020–21[39]

Al-Ahli
- AFC Champions League Elite: 2024–25[40]

Algérie
- Cúp bóng đá châu Phi: 2019[41]